# La noche de los lápices
La noche de los lápices és una pel·lícula argentina dramàtica-històrica dirigida per Héctor Olivera i protagonitzada per Alejo García Pintos, Vita Escardó, Pablo Novak, Pepe Monje i Leonardo Sbaraglia. Escrita per Olivera i Daniel Kon i basada en el llibre homònim de María Seoane i Héctor Ruiz Núñez, es va estrenar el 4 de setembre de 1986. La pel·lícula recrea el succés real conegut pel mateix nom: al setembre de 1976, durant els primers mesos de la última dictadura militar argentina, set adolescents de la ciutat de La Plata van ser segrestats, torturats i assassinats per demanar un bitllet estudiantil.
La pel·lícula recrea la història des del començament de les protestes estudiantils de 1975 fins a 1980, quan l'únic supervivent del grup segrestat va ser alliberat. La primera part de la pel·lícula relata l'activitat dels adolescents i l'ominosa ràtzia en la qual van ser segrestats i empresonats; la segona narra les circumstàncies de la presó i tortura dels joves, seguint paral·lelament la situació de les famílies dels captius i la dels seus captors.
La pel·lícula se centra més en l'experiència física i psicològica dels personatges que en el context polític i social imperant en la dictadura, desenvolupant la història d'una manera que aquesta es vegi com a universal i capaç de passar en qualsevol règim autoritari, concentrant-se en la situació dels éssers humans sota extrema pressió.
Va ser seleccionada en la competició oficial del 15è Festival Internacional de Cinema de Moscou de 1987, i nominada per al seu màxim guardó, el premi Sant Jordi d'Or.

## Argument
Any 1975 a l'Argentina, als estudiants de diferents col·legis se'ls lleva el bitllet estudiantil —amb el qual obtenien un important descompte en la tarifa del viatge en col·lectiu— durant el govern d'Isabel Martínez de Perón. Suposava un alleujament essencial en les seves economies, per la qual cosa els estudiants de la ciutat de La Plata decideixen realitzar una marxa de protesta en la qual puguin participar milers de joves acuitats pel mateix problema. Diferents delegats d'agrupacions d'estudiants es congreguen en un dels col·legis secundaris amb la finalitat d'organitzar-se i marxar fins a l'edifici d'Obres Públiques amb la finalitat de presentar un petitori per a l'adjudicació del Bitllet Estudiantil Secundari (BES). Entre ells, es trobaven alumnes del Col·legi Nacional, Belles Arts i de l'Escola Normal Núm. 3, entre d'altres. La policia havia previst la protesta i estava esperant per a reprimir-la. A l'arribada dels estudiants la policia ataca i fereix a molts dels manifestants.
Sis dels joves que van acudir a la marxa —María Clara Ciocchinii (Adriana Salonia), Claudia Falcone (Vita Escardó), Claudio de Acha (Pablo Machado), Daniel Racero (Leonardo Sbaraglia), Horaci Húngaro (Pablo Novak) i Francisco López Muntaner (Pepe Monje) — es trobaven en diferents grups de militància política. Dedicaven les seves hores lliure a ensenyar a nens de barris pobres de La Plata, a la recuperació d'habitatges i a la lluita pel BES, entre altres coses, la qual cosa els posa en la mira directa de la imminent dictadura de Videla. Pocs mesos després del cop d'estat, a la matinada del 16 de setembre del 1976, entre les 0.30 i les 5.00 h, arriba una comissió militar a cadascuna de les cases dels estudiants que pertanyien al grup polític. Els segrestadors del grup de tasques es presenten com a policies de La Plata, i treuen violentament de les seves cases als joves, mentre els maltractaven i amenaçaven amb armes als pares d'aquests. Amb el segrest dels sis estudiants es dona inici al fet històric conegut com la Nit dels Llapis. Pablo Díaz (Alejo García Pintos), en assabentar-se el que li havia ocorregut als seus companys, marxa del seu domicili uns dies fins que el seu pare li demana que torni. La mateixa nit del retorn, el 21 de setembre de 1976, és segrestat del seu domicili amb el mateix modus operandi.
Els joves són emmordassats i tancats en un centre de detenció clandestí conegut com "Pozo de Arana" al costat d'altres estudiants que havien participat en les protestes del bitllet estudiantil. Allí són torturats amb picanes o se'ls arrenquen les ungles per esbrinar així més informació sobre els grups polítics als quals pertanyien i sobre el moviment de protesta. Mentre que a les joves, dues de les quals es trobaven embarassades, són torturades i grapejades o violades en reiterades oportunitats, als homes els despullen, i els obliguen a quedar-se en calçotets tot la seva captivitat. Els amics després són traspassats a habitacions petites i individuals, emmordassats, i amb els ulls embenats. Se'ls alimenta amb aigua i pa únicament.
Quan Pablo Díaz arriba al primer centre de detenció, en el qual els repressors busquen obtenir informació torturant als captius, aquest s'assabenta per altres detinguts que els seus companys van estar en el mateix lloc que ell, però van ser traslladats. Als pocs dies, Pablo és traslladat al centre de detenció clandestí "Pozo de Banfield" el col·loquen dins d'una petita cel·la, amb els ulls encegats, les mans lligades i, igual que als seus companys, el despullen i el deixen en calçotets. Allí descobreix que els seus amics i companys estan en cel·les limítrofes a les d'ell i es comuniquen per mitjà dels sostres, que estan enreixats. D'aquesta manera, tracten de suportar el dia a dia de l'horror que els toca viure, xerrant o alçant les seves veus per a cantar els himnes de l'època: Rasguña las piedras i Canción para mi muerte, ambdues de Sui Generis. Mentrestant, els familiars dels detinguts lluiten darrere de trobar-los, parlant amb oficials de l'Exèrcit i funcionaris de l'Estat.
Gairebé tots els estudiants segrestats són assassinats i els seus cadàvers fets desaparèixer. Pablo Díaz és alliberat el 1980, després de ser traslladat al Poder Executiu Nacional (PEN). Això significava passar a ser un detingut legal i no clandestí. La pel·lícula acaba amb Díaz sent alliberat i demanant-li als seus companys que no perdin l'esperança, assegurant-los que ells també sortiran del seu tancament.
Un text final assenyala que Díaz va ser un dels pocs supervivents del terrorisme d'Estat que va exercir l'última dictadura militar, i gràcies al seu testimoniatge, brindat en el Judici a les Juntes en 1985, i la seva participació en el guió d'aquesta pel·lícula, aquesta història va poder ser contada. La resta dels seus 6 companys segrestats el 16 de setembre de 1976 continuen desapareguts.

## Repartiment
| Actor                 | Personatge                     |
| --------------------- | ------------------------------ |
| Alejo García Pintos   | Pablo Díaz                     |
| Vita Escardó          | Claudia Falcone                |
| Pablo Novak           | Horacio Ungaro                 |
| Adriana Salonia       | María Clara Ciocchini          |
| Pablo Machado         | Claudio de Acha                |
| Pepe Monje            | Panchito López Muntaner        |
| Leonardo Sbaraglia    | Daniel Alberto Racero          |
| Héctor Bidonde        | el Sr. Jorge Falcone           |
| Humberto Serrano      | supuesto capitán               |
| Tina Serrano          | la Sra. Nelva Falcone          |
| Lorenzo Quinteros     | Raúl                           |
| Alfonso De Grazia     | el fals capellà                |
| Manuel Callau         | Osvaldo, guerriller de l'ERP   |
| Francisco Cocuzza     | comisario                      |
| Juan Manuel Tenuta    | rector del colegio 'La Legión' |
| Andrea Bonelli        | Moni                           |
| Ángela Ragno          | Sra. Olga de Ungaro            |
| Rubens Correa         | Doctor Rossi                   |
| José Andrada          | guardia                        |
| Ricardo Alanis        | montonero                      |
| Isabel Quinteros      | dona humil de la villa         |
| Felisa Rocha          | professora d'anglès            |
| José María López      | secretari del bisbe            |
| Alberto Busaid        | el Gordo, repressor            |
| Luis Minces           | jueu                           |
| María Visconti        | professora de Belles Arts      |
| Miguel Habud          | repressor 'Kung-Fu'            |
| Martín Coria          | el Negro                       |
| Felipe Méndez         | metge                          |
| Humberto Serrano      | capità                         |
| David Gerber          | estudiant Rusito               |
| Marcelo Serré         | estudiant Corchito             |
| Diego Korol           | estudiant Crivelli             |
| Walter Peña           | estudiant Carozo Shunk         |
| Mariana Cedrón        | estudiant Luisa Pisani         |
| Demián Celentano      | estudiant Diamanti             |
| Samuel San Joaquín    | estudiant Chirom               |
| Gustavo Tieffenberg   | estudiant                      |
| María Celina Bedini   | estudiant                      |
| Carlos Lazarini       | estudiant                      |
| Cecilia Liebana       | estudiant                      |
| Ana Celentano         | estudiant                      |
| Gabriel Meyer         | estudiant                      |
| Jorge Mastropiero     | estudiant                      |
| Matías Ruiz           | estudiant d'1 any              |
| Matías Coleff         | estudiant d'1 any              |
| Esteban Student       | Jorge Falcone                  |
| Maruja Pibernat       | la tía Rosa                    |
| Mario Alberto Rolla   | Benito Díaz                    |
| Alejandro Galluccio   | Daniel Díaz                    |
| Juan Palomino         | policia uniformat 1            |
| Carlos Weber          | Lobo                           |
| Miguel Dedovich       | Teniente Coronel               |
| Ricardo Fasán         | oficial de comissaria          |
| Pablo Moretti         | funcionari a la TV             |
| Juan Carlos Gianuzzi  | capità de regiment             |
| Antonio Lorenzo       | policia de civil 2             |
| Guillermo Sosa        | catòlic                        |
| Pochi Ducasse         | Hedda de Díaz                  |
| Guillermina Celay     | Marisa Díaz                    |
| Héctor Ezcurra        | rector del Colegio Nacional    |
| Hebe Vardino          | professora de colegio normal   |
| Enrique Riestra       | policia de civil 1             |
| Fredy Magliaro        | policia de civil 2             |
| Alejandra Sirlin      | noia segrestada                |
| Octavio Gaspar        | noi segrestrat                 |
| Néstor Jorge          | repressor ros                  |
| Ricardo Ibarlín       | repressor xofer                |
| María Nidia Ursi      | Eugenia                        |
| Miguel Ángel Porro    | Cárdenas                       |
| Rossana Bignasco      | periodista TV 2                |
| Marcelo Demarchi      | periodista TV 1                |
| Lucio Rubinacci       | locutor TV 1                   |
| Adolfo Vázquez Gamboa | locutor TV 2                   |
| Daniel Kargieman      | cura d'Arquebisbat             |
| Fernando Gonzales     | alumne                         |
| Mario Lombard         | extra                          |
| Chicha Duffau         | extra                          |
| Morena Villacorta     | extra                          |

## Producció i distribució
La pel·lícula va ser rodada íntegrament a la ciutat de La Plata. A més, es va fer un tractat a l'Escola de la Universitat de Belles arts, lloc on van passar els fets, perquè pugui ser més realista.
La noche de los lápices es va estrenar el 4 de setembre de 1986, es va triar la data bàsicament per a poder reconèixer que el mes de setembre es va dur a terme la massacre en 1976. Després de la reeixida estrena, va ser vista en diversos festivals de cinema, incloent-hi el "New Directors/New Films Festival" de Nova York, Festival Internacional de Cinema de Moscou i Festival Internacional de Cinema de Toronto.
Al març de 2003 la pel·lícula va ser inclosa en una llista de pel·lícules que es van exhibir en l'I Festival Internacional de Drets Humans, celebrada en Ginebra, Suïssa.

## Recepció
El crític Manavendra K. Thakur va agrair l'adreça de la pel·lícula i va escriure: "Olivera sembla haver mantingut intacta la seva integritat. No s'espanta de les realitats pertorbadores i dibuixa un retrat sorprenentment complex dels estudiants, els seus captors, i els pares dels estudiants. L'assoliment de la pel·lícula en aquest sentit és considerable i mereix una atenció seriosa … [i] això és especialment cert en la segona meitat de la pel·lícula."
A Caryn James, crítica de cinema de The New York Times, també li va agradar el treball d'Olivera, i va escriure: "El senyor Olivera construeix la seva pel·lícula sobre ironia i contrast, per la qual cosa la bellesa visual de les escenes primerenques: la nit blava en la qual els cotxes i les llums brillen – Crida l'atenció sobre els ominosos perills polítics invisibles. A plena llum, els altres bells edificis, ara enfonsats, inclosa l'escola secundària mateixa, es converteixen en emblemes d'un país que s'enfonsa, sense saber què preservar del seu passat."